# Cloniophorus mechowi
Cloniophorus mechowi es una especie de escarabajo longicornio del género Cloniophorus, tribu Callichromatini, subfamilia Cerambycinae. Fue descrita científicamente por Quedenfeldt en 1882.

## Descripción
Mide 16-21,5 milímetros de longitud.

## Distribución
Se distribuye por Angola, Camerún, Costa de Marfil, Gabón, República Centroafricana y República Democrática del Congo.